# Cristelo (Caminha)
Pour les articles homonymes, voir Cristelo.
Cristelo est une ancienne paroisse civile portugaise (en portugais : freguesia) de la municipalité de Caminha dans le district de Viana do Castelo. En 2013, elle fusionne avec Moledo pour former Moledo e Cristelo.

## Géographie
Cristelo est située sur la côte Atlantique, à l'embouchure du Minho. Elle se trouve au sud de la ville de Caminha.

## Histoire
La première mention de la paroisse remonte au XIIIe siècle.
Cristelo est rattachée à la municipalité de Monção en 1839, de Viana en 1852 et finalement de Caminha en 1884.
La loi no 11-A/2013 du 28 janvier 2013, portant réorganisation administrative du territoire des freguesias, fusionne Cristelo avec la paroisse voisine de Moledo pour former l’União das freguesias de Moledo e Cristelo (dont le siège est à Moledo).